# Spilosoma discalis
Spilosoma discalis là một loài bướm đêm thuộc phân họ Arctiinae, họ Erebidae.